# Sächsischer Bruderkrieg
Als Sächsischer Bruderkrieg werden die kriegerischen Auseinandersetzungen bezeichnet, die von 1446 bis 1451 um die wettinischen Herrschaftsgebiete zwischen den Brüdern Herzog Wilhelm III. (der Tapfere) und Kurfürst Friedrich II. (der Sanftmütige) von Sachsen geführt worden sind. Auslöser des Konflikts war die Unzufriedenheit von Wilhelm III. mit der Altenburger Teilung von 1445, beendet wurden die Auseinandersetzungen mit dem Naumburger Frieden von 1451.

## Details
Am 16. Juli 1445 war in Altenburg zwischen beiden Brüdern die Altenburger Teilung beschlossen worden. Als Friedrich II. am 26. September 1445 in Leipzig den westlichen Teil und nicht die Markgrafschaft Meißen wählte, lehnte Wilhelm III. die Teilung rigoros ab. Er erreichte am 11. Dezember des gleichen Jahres im Kloster Neuwerk bei Halle (Saale) den sogenannten Halleschen Machtspruch, an dem als Schiedsrichter Friedrich III. von Beichlingen (Erzbischof von Magdeburg), Markgraf Friedrich II. von Brandenburg und Landgraf Ludwig I. von Hessen aktiv mitwirkten. Dieser Machtspruch brachte die endgültige Entscheidung bei der Teilung Kursachsens in zwei Teile. Kurfürst Friedrich II. erhielt nun den östlichen und Herzog Wilhelm III. den westlichen Teil des Landes mit der alten Landgrafschaft Thüringen und Gebieten des Osterlandes. Doch auch durch diese schiedsrichterliche Landesteilung fühlte sich der junge ungestüme Herzog Wilhelm III. immer noch benachteiligt. Statt des durch die vorgenommene Teilung erhofften Friedens kam es zu einer Folge von mehreren, sich über fünf Jahre hinziehenden schweren Fehden.
Wilhelm trennte sich von seinem Bruder und übernahm die selbständige Regentschaft im Land Thüringen. Die bisher in brüderlicher Gemeinschaft durchgeführten Münzprägungen wurden beendet. Kurfürst Friedrich II. nahm die Sangerhäuser Münze, die seit dem Tod Balthasars geschlossen war, von etwa 1445 bis 1449 wegen der Alleinprägung seines Bruders in Jena wieder in Betrieb.
Bevor die Kampfhandlungen ausbrachen, ließ Wilhelm III. am 9. Januar 1446 einen allgemeinen Landtag im thüringischen Weißensee einberufen, wo er sich als neuer Landesherr huldigen ließ und die Belehnungen der Grafen und Herren in Thüringen erneuerte, womit er sich die erforderliche Unterstützung der Stände sicherte. Aufgrund der befürchteten militärischen Invasion seines Bruders Friedrich II. wurde auf dem Weißenseer Landtag in aller Eile eine Landesordnung verabschiedet, die die Erste in der Geschichte Thüringens und eine der frühesten im deutschsprachigen Raum gewesen ist.
Im Frühherbst 1446 eskalierten die Spannungen zwischen Friedrich II. und Wilhelm III. Obwohl sich u. a. Graf Botho zu Stolberg als Geheimer Rat Wilhelms um eine friedliche Lösung bemühte, ließ sich Letzterer durch seinen Vasall Apel Vitzthum auf Niederroßla gegen seinen älteren Bruder aufstacheln. Aus rein persönlicher Machtgier waren Apel Vitzthum und einige seiner adeligen Mitstreiter, darunter Busso Vitzthum, Friedrich von Witzleben und Bernhard von Kochberg, die treibenden Kräfte für einen mörderischen Krieg, der große Teile Thüringens, hauptsächlich zwischen Weimar, Wiehe, Merseburg und Dornburg/Saale, verwüstete.
Zur weiteren Verwüstung trug bei, dass Herzog Wilhelm III. aus Geldnot im Frühjahr 1447 im Dienst des Kölner Erzbischofs mit 12.000 böhmischen Söldnern an der Soester Fehde teilgenommen hatte. Nach der gescheiterten Belagerung von Soest konnte er seine Söldner nur teilweise entlohnen, woraufhin ein Teil seiner böhmischen Söldner das Heer verließ und plündernd durch Thüringen in ihre Heimat zog.

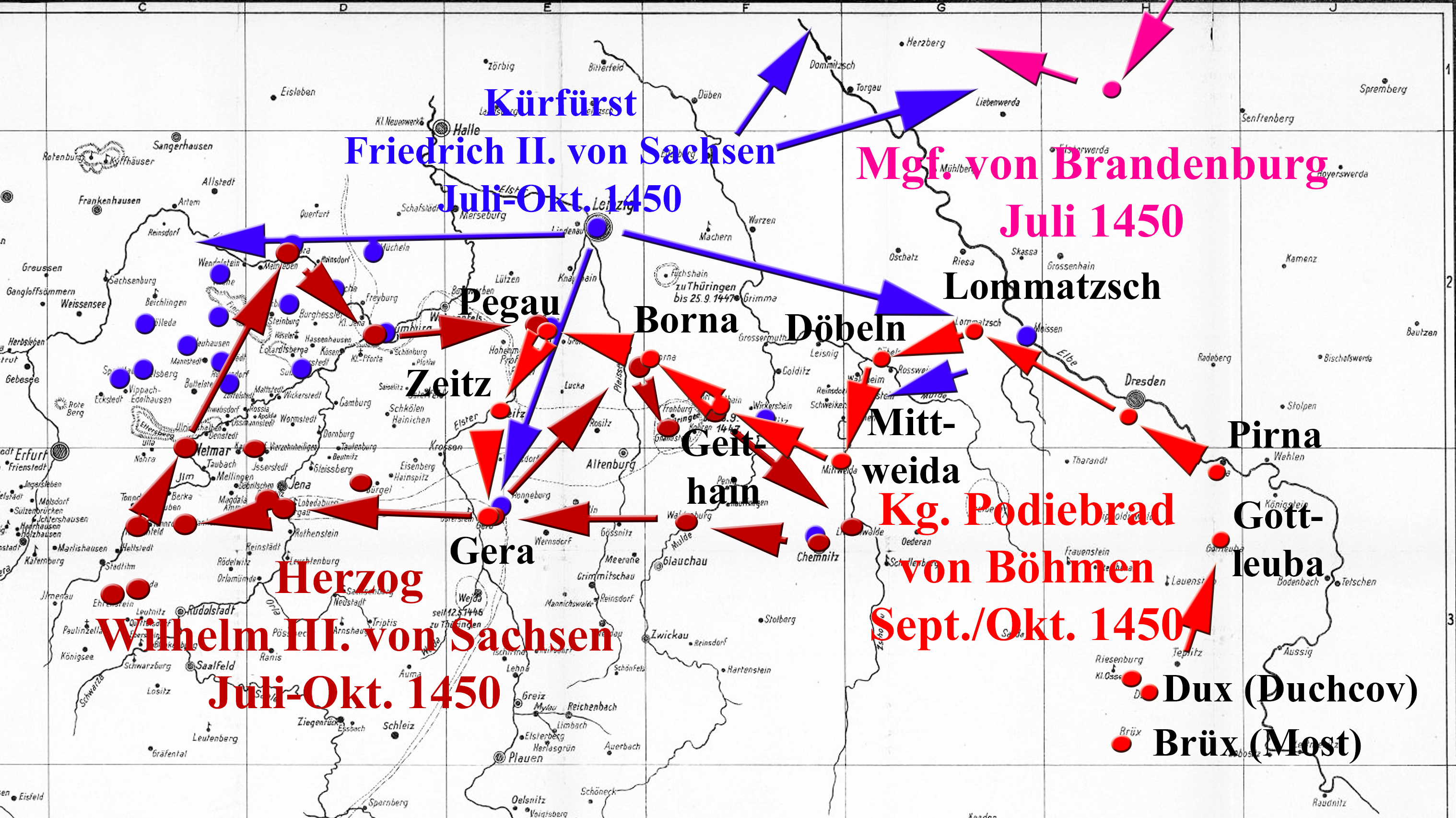
Feldzüge der Sachsen, Brandenburger und Böhmen von Juli bis Oktober 1450 im Sächsischen Bruderkrieg

Das Jahr 1450 brachte eine erneute Eskalation des Konflikts, welche Herzog Wilhelm III. durch seine Bündnispolitik beförderte. Im März 1450 schlossen sich der böhmische Landesverwalter Georg Podiebrad (1420–1471), die Markgrafen von Brandenburg aus dem Haus Hohenzollern und Herzog Otto I. von Pfalz-Mosbach mit Herzog Wilhelm III. von Sachsen im Bündnis von Wunsiedel gegen den Kurfürsten Friedrich II. von Sachsen zusammen.
Im Juni und Juli 1450 zogen die sächsischen Brüder – größere Kämpfe vermeidend – brandschatzend durch die Ländereien des jeweils anderen. Mehrere Dutzend Dörfer gingen dabei jeweils in Flammen auf. Seit dem 17. Juli lagen sich ihre Heere südlich von Gera gegenüber, lieferten sich Scharmützel. Das Heer Herzog Wilhelms III. wurde bald durch etwa 1000 Reiter unter Markgraf Albrecht von Brandenburg-Ansbach verstärkt.
Zeitgleich fiel der Hohenzoller Kurfürst Friedrich II. von Brandenburg mit weiteren brandenburgischen Adligen direkt mit der Übergabe von Fehdeschreiben am 28. Juni 1450 in den Sächsischen Kurkreis ein. Das brandenburgische Heer war erfolgreich und zog über Brück (16. Juli), Belzig (21./24. Juli) und Sonnewalde (22. Juli) auf die befestigte Kurhauptstadt Wittenberg. Dieser Angriff auf ein Herrschaftszentrum veranlasste den sächsischen Kurfürsten, einen Teil seiner Truppen von Gera in den Norden zu senden. Ein zahlenmäßig unterlegenes sächsisches Reiteraufgebot konnte am 28./29. Juli 1450 bei Bülzig (östlich von Wittenberg) ein Heer von etwa 600 brandenburgische Berittenen schlagen, zahlreiche Gefangene nehmen (darunter den Feldhauptmann) und einige hundert Pferde erbeuten. Damit war der nördliche Kriegsschauplatz vorerst ruhiggestellt.
Trotz eines in Knauthain verhandelten Stillhalteabkommens nutzte Herzog Wilhelm die vorläufige Zerstreuung der Truppen seines Bruders. Von seinem Lager südlich Gera zog er in Richtung Borna, das er anstecken ließ, plünderte Gnandstein, stürmte die Rochsburg und Lichtenwalde, brandschatzte Chemnitz, brannte Burgau und Lobeda aus. Sein Bruder, Kurfürst Friedrich II. von Sachsen, reagierte erst nach dem Eintreffen von Verstärkung, erobert Nebra, zog durch Thüringen und steckte elf Orte westlich der Saale um Jena und Weimar an, nur wenige konnten dieses Schicksal mit Schatzungen abwenden. Trotz der gegenseitigen Enthemmung schafften es die Erzbischöfe von Magdeburg und Mainz, der Landgraf von Hessen und andere Vermittler, einen Waffenstillstand zwischen den Brüdern zu vereinbaren. Am 4. September 1450 gelang es sogar in Klein-Jena einen Friedensschluss zwischen den verfeindeten Sachsen zu vereinbaren.
Der Frieden war jedoch wertlos, da eine entscheidende Partei nicht daran beteiligt war: Am Tag des Friedensschlusses verließ ein böhmisches Heer von etwa 20.000 Mann unter Georg Podiebrad Prag und rückte über Brüx (Most) und Dux (Duchcov) am 11. September in die Markgrafschaft Meißen ein. Von der Elbe bei Pirna und Dresden zogen die Böhmen weiter über Lommatzsch, Döbeln, Mittweida (25. September), Borna und Geithain auf Pegau (2. Oktober 1450) und hinterließen eine Spur der Verwüstung. Als die Böhmen darauf Pegau belagerten, traf Herzog Wilhelm III. von Sachsen mit seinen Truppen ein und schloss sich ihrem Zug an. Am 10. Oktober 1450 zog das vereinigte Heer weiter über Zeitz, das belagert und beschossen wurde, auf Gera. Die Stadt wurde gestürmt, geplündert, angezündet, die Einwohner und Verteidiger niedergemacht (13.–16. Oktober 1450).
Erst am 17. Oktober zog der sächsische Kurfürst der vereinigten Truppen seiner Gegner entgegen Richtung Gera. Der Waffengang blieb jedoch aus, da inzwischen die Markgrafen von Brandenburg eine Einigung aller Parteien vermitteln wollten. Ein brüchiger Waffenstillstand für fünf Monate konnte am 22. Oktober 1450  zwischen den beiden Sachsen, den Böhmen und Brandenburgern vereinbart werden. Der Erzbischof von Mainz und der Landgraf von Hessen leiteten Vorverhandlungen für einen Frieden  ein.
Ruhe zog in Thüringen und dem weniger betroffenen Meißen und Sachsen erst wieder ein, als am 27. Januar 1451 in Naumburg (Saale) der Friede zwischen Friedrich II. und Wilhelm III. wiederhergestellt und die Landesteilung von 1445 bestätigt wurde. Erst jetzt konnten sich die beiden wettinischen Landesteile dem inneren Ausbau widmen. Das Nachspiel des sächsischen Bruderkrieges war der Sächsische Prinzenraub im Juli 1455.